# Марія Ґімбутас
Марі́я Ґімбу́тас (лит. Birutė Marija Alseikaitė-Gimbutienė; 23 січня 1921, Вільнюс, Литва — 2 лютого 1994, Санта-Моніка, США) — литовсько-американська вчена, археолог та антрополог, відома своїми Курганною гіпотезою та дослідами, що стосуються культур неоліту й бронзової доби Старої Європи.

## Життєпис

### Раннє життя
Народилася в сім'ї лікаря, громадського діяча, фольклориста, автора книг з литовської історії та медицини Даніелюса Альсейка (1881—1936) й лікарки-окулістки Вероніки Альсейке у Вільнюсі. Мати була першою литовською жінкою, яка отримала диплом лікаря (окуліста).
- 1931 — сім'я переїжджає до Каунаса (Вільнюс опинився у складі Польщі).
- 1939 — після окупації Польщі німцями сім'я повертається до Вільнюса.
- 1940 — 1941 — окупація Литви Радянською Армією. Марія переховується на хуторі, потім у Каунасі.
- 1941 — Німецька окупація. Університет відновлює роботу.
- біля 1943 — одружується з архітектором та діячем литовського книгодруку Юрґісом Гімбутасом.
- 1943 — народження дочки Данути.
- 1944 — Радянські війська окуповують Литву. Разом з чоловіком та дочкою емігрує до Австрії, де влаштовується на фабрику у місті Інсбрук, а пізніше з сім'єю переховується на фермі в горах.
- 1945 — сім'я емігрує до Німеччини, де Юрґіс влаштовується на ферму, а пізніше сім'я переїжджає до міста Тюбінген, де Марія починає працювати в Тюбінгенському університеті.
- 1949 — емігрує з сім'єю до США.
- 1947 — народження другої дочки Зевіле.
- 1954 — народження дочки Раси.
- 1960 — влітку відвідує Москву і рідний Вільнюс, де мешкають її мати та сестри.
- 1963 — переїздить до Лос-Анджелеса.

У 1994 році померла в Лос-Анджелесі; 8 травня 1994 р. її прах був перепохований на Пятрашюнському кладовищі в м. Каунасі.

## Кар'єра
- 1938 — завершує навчання у гімназії і вступає до філологічного факультету Каунаського університету Вітовта Великого.
- 1939 — переводиться до Вільнюського університету як фольклористка.
- червень 1942 — захищає дипломну роботу з археології і залишається при Вільнюському університеті для підготовки докторської дисертації.
- 1946 — захист докторської дисертації, отримує докторський ступінь з археології. Виходить перша книга про типи слов'янських поховань.
- 1947 — отримує запрошення до Гарвардського університету.
- 1956 — публікаує роботу «Передісторія Східної Європи. Частина І. Культури мезоліту, неоліту та бронзової доби в Росії і Балтиці», в якій пропонує використовувати класифікацію типів курганів для визначення меж зони розселення слов'ян.
- 1958 — перевидання книги «Передісторія Східної Європи». Також виходить робота «Найдавніші символи в литовському народному мистецтві».
- 1960 — отримує премію Міжнародного комітету зі справ біженців за цикл лекцій з ранної історії слов'ян у Каліфорнійському університеті.
- 1960, літо — міжнародний конгрес сходознавців у Москві.
- 1963 — стає професором Каліфорнійського університету.
- — голова кафедри європейської археології;
- — монографія «Культури бронзової доби в Центральній та Східній Європі».
- — керівниця всіх розкопок неолітичних поселень на Балканах та в Італії.
- 1968 — член Американської академії наук.
- 1971 — публікація книг «Слов'яни», «Богині і боги Старої Європи».
- 1981 — відвідання СРСР — Москви (читає цикл лекцій) та Вільнюса.
- 1989 — публікація книг «Мова Богині», «Цивілізація Богині».
- червень 1993 — почесний доктор Університету Вітовта у Каунасі. Автор «курганної гіпотези» (див. також «Стара Європа»), яка висвітлює ранню історію індоєвропейців, особливо праслов'ян.

## Курганна гіпотеза
В археології Ґімбутас була новатором, поєднуючи власне археологічні дослідження з глибокими знаннями індоєвропейської лінгвістики. Зробила значний внесок у вивчення найдревнішої історії індоєвропейських народів і, зокрема, слов'ян.
В 1956 році Ґімбутас виступила з курганною гіпотезою, котра здійснила переворот у індоєвропеїстиці. Прабатьківщину індоєвропейців вона шукала в степах Південної Росії та степовій зоні України (ямна культура). Намагалась виявити археологічні свідчення вторгнення степняків-індоєвропейців до Західної Європи («курганізація»). Джозеф Кемпбелл порівняв значення ранніх праць Ґімбутас для індоєвропеїїстики зі значенням розшифровки Розетського каменя для єгиптології.

## Стара Європа
У пізніх роботах, особливо в трилогії «Богині і боги Старої Європи» (1974), «Мова Богині» (1989) і «Цивілізація Богині» (1989), Гімбутас, йдучи слідами «Білої Богині» Роберта Грейвса, змалювала матріархальне доіндоєвропейське суспільство Старої Європи — збудоване на мирі, рівності та терпимості до розмаїття сексуальних орієнтацій, уламком якого є мінойська цивілізація. В результаті вторгнення індоєвропейців на зміну «золотій добі» прийшла андрократія — влада чоловіків, побудована на війні та насиллі. Ці судження Гімбутас отримали позитивну оцінку феміністської науки та рухів (зокрема, археології, антропології та історії), а також були оцінені неоязичницькими спільнотами (такими як вікка). Традиційна «чоловіча» наука віднеслася до цих відкриттів прохолодно.
Неоднозначну реакцію викликала інтерпретація Гімбутас у 1989 році тертерійських написів як найдревнішої в світі писемності, котра ніби-то була у вжитку в доіндоєвропейській Європі.
У книзі Кеті Гір «Кносс і пророки модернізму» 2009 року розглядається політичний вплив на археологію в більш загальному плані. На прикладі Кносса на острові Крит, який був представлений як парадигма пацифістського, матріархального і сексуально вільного суспільства, Ґір стверджує, що археологія може легко скотитися до відображення того, що люди хочуть бачити, замість того, щоб навчати людей про незнайоме минуле.

## Праці

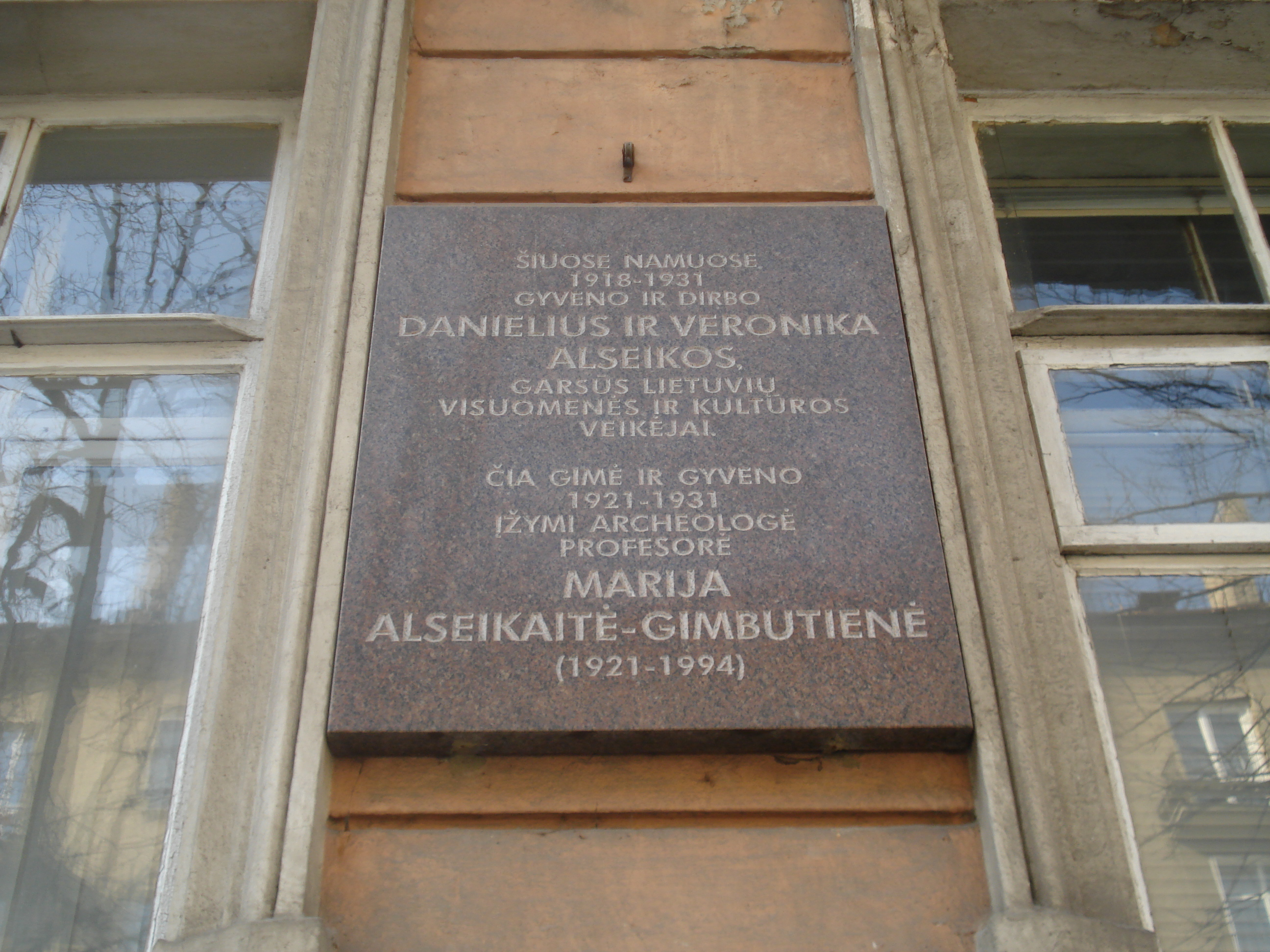
Меморіальна дошка Марії Гімбутас на її батьківському домі у Вільнюсі

Марія Ґімбутас — автор 23 монографій, в тому числі узагальнюючих досліджень, таких як «Балти» (1963) і «Слов'яни» (1971).
- (1946) Die Bestattung in Litauen in der vorgeschichtlichen Zeit. Tübingen: H. Laupp.
- Перевидання(рос.) «Цивилизация Великой Богини: мир Древней Европы». М., РОССПЭН, 2006. (Наук. ред. О. О. Чугай. Рец. Антонова Е. М. Пер. з анг. Неклюдова М. С.) Оригінал видано в 1991 в Сан-Франциско.
- (1963) «Балти» (The Balts. London: Thames and Hudson, Ancient peoples and places 33. Перевидання(рос.) «Балты: Люди янтарного моря [Архівовано 31 березня 2010 у Wayback Machine.]». М.: Центрполиграф, 2004).
- (1971) «Слов'яни» (The Slavs. London: Thames and Hudson, Ancient peoples and places 74. Перевидання(рос.) «Славяне: Сыны Перуна [Архівовано 15 травня 2016 у Wayback Machine.]». М.: Центрполиграф, 2007).
- (1956) «Передісторія Східної Європи. Частина І. Культури мезоліту, неоліту та бронзової доби в Росії і Балтиці». American School of Prehistoric Research, Harvard University Bulletin No. 20. Cambridge, MA: Peabody Museum.
- (1957, співавторство з R. Ehrich). COWA Survey and Bibliography, Area — Central Europe. Cambridge: Harvard University.
- (1958) «Найдавніші символи в литовському народному мистецтві» (Ancient symbolism in Lithuanian folk art. Philadelphia: American Folklore Society, Memoirs of the American Folklore Society 49).
- (1958). «Дослідження передісторії Східної Прусії та західної Литви» (Rytprusiu ir Vakaru Lietuvos Priesistorines Kulturos Apzvalga. New York: Studia Lituaica I).
- (1959, співавторство з R. Ehrich). COWA Survey and Bibliography, Area 2 — Scandinavia. Cambridge: Harvard University.
- (1965) «Культури бронзової доби в Центральній та Східній Європі» (Bronze Age cultures in Central and Eastern Europe. The Hague/London: Mouton).
- (1974). Obre and Its Place in Old Europe. Sarajevo: Zemalski Museum. Wissenchaftliche Mitteilungen des Bosnisch-Herzogowinischen Landesmuseums, Band 4 Heft A.
- (1974) «Боги і богині Старої Європи» (The Gods and Goddesses of Old Europe, 7000 to 3500 BC: Myths, Legends and Cult Images. London: Thames and Hudson).
- (1981). Grotta Scaloria: Resoconto sulle ricerche del 1980 relative agli scavi del 1979. Manfredonia: Amministrazione comunale.
- (1985). Baltai priešistoriniais laikais: etnogenezė, materialinė kultūra ir mitologija. Vilnius: Mokslas.
- (1989) «Мова Богині» (The Language of the Goddess: Unearthing the Hidden Symbols of Western Civilization. San Francisco: Harper & Row).
- (1991) «Цивілізація Богині» (The Civilization of the Goddess: The World of Old Europe. San Francisco: Harper, 1991).
- (1992). Die Ethnogenese der europäischen Indogermanen. Innsbruck: Institut für Sprachwissenschaft der Universität Innsbruck, Innsbrucker Beiträge zur Sprachwissenschaft, Vorträge und kleinere Schriften 54.
- (1994). Das Ende Alteuropas. Der Einfall von Steppennomaden aus Südrussland und die Indogermanisierung Mitteleuropas. Innsbruck: Institut für Sprachwissenschaft.
- (1999, редакція та акладання Miriam Robbins Dexter). The Living Goddesses. Berkeley/Los Angeles: University of California Press.